# Leme (ort)
Leme är en ort i Brasilien.   Den ligger i kommunen Leme och delstaten São Paulo, i den sydöstra delen av landet, 700 km söder om huvudstaden Brasília. Leme ligger 630 meter över havet och antalet invånare är 81 209.
Reliefen är lätt vågig i tätorten och i större delen av landsbygden, vilket underlättar stadsutbyggnaden och jordbruksodlingen samt transporten med cykel (billigt och icke-förorenande). Den här typen av transporter är mycket vanliga i Leme. 
Omgivningarna runt Leme är en mosaik av jordbruksmark och naturlig växtlighet.